# Актеон
Актеон (грч. Άκταίων) је у грчкој митологији био беотски херој коме су у Платеји указиване божанске почасти.

## Митологија
У миту је описан као лепи ловац, син Аристаја и Аутоноје. Вештину лова је стекао учећи код кентаура Хирона. Док је ловио на Китерону, растргли су га сопствени пси. Према једном предању, то је била Зевсова казна, јер се удварао његовој миљеници Семели. Новија предања кажу да га је казнила Артемида или зато што се хвалио да је бољи стрелац од ње или зато што ју је затекао нагу како се купа на извору. Она га је претворила у јелена, а потом напујдала псе на њега. Према једној верзији, Хирон је смирио псе, али тек након несреће, а они су се вратили у Актеонов дом. Када их је Аутоноја видела онако крваве, наслутила је шта се десило, али није могла да нађе сина. Тек се у сну Актеон јавио свом оцу и рекао му где се несрећа догодила. У Орхомену су веровали да Актеонова сен са каменом у руци пустоши околину, све док по савету делфског пророчишта нису приковали његов бронзани кип за стену. Овај кип (или слика) су постојали у време Паусаније, као и приношење жртава хероју на том месту. Паусанија је описао да је његову мајку и њега приказао Полигнот на лесхи на Делфима.

### Актеонови пси
Различити аутори су наводили различита имена Актеонових паса:
- Аполодор: Амаринт, Аркена, Балије, Бор, Линкеј, Омарг, Спарт.
- Овидије: Агра (ловац), Аело (вихор), Алка (снага, храброст), Аргиод (бели зуби), Асбол (чађ), Доркеј (газела), Дромант (тркач), Ихнобат (трагач), Канаха (који шкргуће зубима), Киприје (Кипранин), Лаброс (бес), Ладон (хватач), Лакон (спартански), Лахна (длакав), Лелап (ураган), Леукон (бели), Ликиска (вук), Меламп (црна шапа, стопало), Меланеј (црни), Меланхет (црнодлаки), Напа (клисура, долина), Неброфон (убица ланета), Ореситроф (планинар), Орибас (планинска луталица), Памфаг (прождрљив), Пеменида (пастир), Птерелант (крилат), Стикта (белег), Теридамант (убица звери), Терон (ловац), Тигрида (или Тигрид, тигар), Тоос (брзи), Харпал (хватач), Харпија (који хвата изненада и под присилом), Хилактор (лајавац), Хилај (шумски).
- Хигин: Агра, Агрије, Агриод, Акамант, Аело, Алка, Арго, Аретуса, Аркад, Аура, Боракс, Бореја, Волат, Горго, Диномаха, Диоксипа, Доркеј, Драко, Дромант, Дромије, Етон, Еудром, Ехиона, Ехнобант, Зефир, Ихнеј, Ихнобат, Канаха, Кило, Килопод, Киприје, Кор, Лаброс, Ладон, Лакена, Лакон, Лахна, Лелап, Ламп, Лејена, Леон, Леукон, Ликиска, Линкеста, Махим, Меламп, Меланеј, Меланхет, Напа, Неброфон, Обрим, Окидром, Окидрома, Окипета, Окитој, Оксироја, Ореситроф, Орибас, Оријант, Пахил, Пеменида, Птерелант, Сагнос, Сир, Стикта, Стилбон, Теридамант, Териопа, Терифона, Тероданапида, Терон, Тигрида, Тој, Уранија, Хароп, Харпал, Харпалик, Харпија, Хедијетор, Хемон, Хилактор, Хилеј.

## Уметност
Актеонова смрт је приказивана на вазама с краја 6. и током 5. века п. н. е. Најпознатији је кратер сликара Пана (475. п. н. е.).